# Vasileios Gaitanis
Vasileios Gaitanis (griechisch Βασίλης Γαϊτάνης, * 6. November 1991) ist ein griechischer Taekwondoin. Er startet in der Gewichtsklasse bis 63 Kilogramm.
Gaitanis bestritt seine ersten internationalen Titelkämpfe bei der Weltmeisterschaft 2011 in Gyeongju, schied jedoch frühzeitig aus. Im folgenden Jahr gewann er seinen ersten nationalen Meistertitel. Er nahm in Manchester an der Europameisterschaft 2012 teil und errang seinen sportlich bislang größten Erfolg. Gaitanis verlor erst im Finale gegen Michael Harvey und erkämpfte mit Silber seine erste internationale Medaille.
Trainiert wird er von Nationaltrainer Kyriakos Parasidis.